# Jite Agbro
Jite Agbro es una artista multidisciplinaria y diseñadora estadounidense nacida en Nigeria residente en Seattle, Washington.  Los medios que emplea incluyen pintura, trabajos en papel, películas y vídeos.

## Exposiciones

### Selección de Exposiciones individuales
- 2022: MadArt Studio, Seattle, WA[6]
- 2020: Bainbridge Island Museum of Art, Bainbridge Island, WA[7]
- 2019: Your Proper Name, 4Culture, Seattle, Wa
- 2018: Pratt Windows Seattle, WA
- 2017: Armor,  M. Rosetta Hunter Gallery Seattle, WA[3]

### Selección de Exposiciones colectivas
- 2022: Blue Is Our Color, Hadreen Gallery, Seattle, WA[8]
- 2019: The Neddy Finalist Exhibition Seattle, WA
- 2019: Museo Gallery Whidbey Island, WA[9]
- 2018: Art Exchange Gallery, Seattle, WA[10]